# كارين بيتمان
كارين بيتمان (بالإنجليزية: Karen Pittman)‏ هي ممثلة أمريكية، ولدت في 12 مايو 1986 في مسيسيبي في الولايات المتحدة. من الجوائز التي نالتها جائزة المسرح العالمي سنة 2015.

## أعمال

### مسلسلات
- الأمريكيون[5]

## جوائز
- جائزة المسرح العالمي (2015)

## وصلات خارجية
- كارين بيتمان على موقع IMDb (الإنجليزية)
- كارين بيتمان على موقع قاعدة بيانات برودواي على الإنترنت (الإنجليزية)
- كارين بيتمان على موقع قاعدة بيانات الفيلم (الإنجليزية)